# Pezoloma
Pezoloma is een geslacht van schimmels behorend tot de familie Discinellaceae. De typesoort is Pezoloma griseum.

## Soorten
Volgens Index Fungorum telt dit geslacht 13 soorten (peildatum maart 2024):
| Soortnaam                                | Auteur(s)              | Publicatiejaar |
| ---------------------------------------- | ---------------------- | -------------- |
| Pezoloma bhutanicum                      | R. Sharma & K.S. Thind | 1987           |
| Pezoloma ciliiferum                      | (P. Karst.) Korf       | 1971           |
| Pezoloma fergussonii                     | (Sacc.) Korf           | 1971           |
| Pezoloma griseum                         | Clem.                  | 1909           |
| Pezoloma iodocyanescens (Veenmosknoopje) | (Dennis & Korf) Korf   | 1971           |
| Pezoloma iodopedis                       | Korf, Lizoň & Iturr.   | 1998           |
| Pezoloma laricinum                       | (Ellis & Everh.) Korf  | 1971           |
| Pezoloma marchantiae                     | (Sommerf.) Benkert     | 1981           |
| Pezoloma obstrictum                      | (P. Karst.) Korf       | 1971           |
| Pezoloma petiolatum                      | R. Sharma & K.S. Thind | 1987           |
| Pezoloma rhodocarpum                     | P.J. Fisher & Spooner  | 1987           |
| Pezoloma scanicum                        | Laukka                 | 2010           |
| Pezoloma websteri                        | Gamundí                | 1998           |